# Lech Piasecki
Lech Piasecki (Poznań, 13 novembre 1961) è un ex ciclista su strada e pistard polacco.
Professionista dal 1986 al 1991, nel 1985 fu campione del mondo in linea dilettanti e nel 1988 nell'inseguimento individuale.

## Carriera
Passista veloce capace di imporsi sia nelle gare a cronometro che nelle volate, si mise in luce tra i dilettanti vincendo la Corsa della Pace e, con un gran allungo nel finale di gara, il campionato mondiale 1985 di categoria sul circuito del Montello.
Divenne professionista nel 1986 con la Del Tongo-Colnago, secondo polacco a passare tra i pro dopo Czesław Lang: nella stagione dell'esordio vinse Giro di Romagna, Trofeo Baracchi (in coppia con Giuseppe Saronni), Firenze-Pistoia ed una frazione al Giro d'Italia. Fu poi il primo polacco ad indossare la maglia gialla al Tour de France, vestita per due giorni durante l'edizione del 1987.
Nel 1988 si aggiudicò il titolo mondiale di inseguimento su pista e di nuovo il Trofeo Baracchi; nel 1989, il suo anno migliore, vinse quindi tre tappe al Giro d'Italia, due delle quali a cronometro, ed il Giro del Friuli. Dopo un veloce declino, si ritirò nel 1991.

## Palmarès
- 1982 (dilettanti)

Campionati polacchi, Prova in linea Dilettanti
7ª tappa 1ª semitappa Milk Race
- 1983 (dilettanti)

6ª tappa Giro di Polonia
7ª tappa Giro di Polonia
- 1985 (dilettanti)

Campionati del mondo, Prova in linea Dilettanti
Cronoprologo Corsa della Pace
7ª tappa Corsa della Pace
8ª tappa Corsa della Pace
11ª tappa Corsa della Pace
Classifica generale Corsa della Pace
Targa d'Oro Città di Varese
5ª tappa Settimana Ciclistica Bergamasca (Varese)
- 1986

Giro di Romagna
Trofeo Baracchi (con Giuseppe Saronni)
Firenze-Pistoia
12ª tappa Giro d'Italia (Sinalunga > Siena, cronometro)
2ª tappa Tour de l'Aude (Leucate)
- 1987

Prologo Tirreno-Adriatico (Latina, cronometro)
- 1988

Trofeo Baracchi (con Czesław Lang)
21ª tappa 2ª semitappa Giro d'Italia (Vittorio Veneto, cronometro)
- 1989

7ª tappa Tirreno-Adriatico (San Benedetto del Tronto, cronometro)
Giro del Friuli
10ª tappa Giro d'Italia (Pesaro > Riccione)
15ª tappa, 2ª semitappa Giro d'Italia (Trento > Trento, cronometro)
22ª tappa Giro d'Italia (Prato > Firenze, cronometro)
- 1990

Firenze-Pistoia

### Altri risultati
- 1986

3ª tappa Giro d'Italia (Catania > Taormina, cronosquadre)

### Pista
- 1988

Campionati del mondo, Inseguimento individuale

## Piazzamenti

### Grandi giri
- Giro d'Italia

1986: 65º
1987: 53º
1988: 74º
1989: 67º
1990: 56º
- Tour de France

1987: ritirato (7ª tappa)
- Vuelta a España

1990: ritirato (11ª tappa)

### Competizioni mondiali
- Campionati del mondo su strada

Giavera del Montello 1985 - In linea Dilettanti: vincitore
Colorado Springs 1986 - In linea: ritirato
Villach 1987 - In linea: 34º
Ronse 1988 - In linea: ritirato
- Campionati del mondo su pista

Gand 1988 - Inseguimento individuale: vincitore